# Курган Владислав Герасимович
Владислав Герасимович Курган (1921, село Нововолодимирівка Херсонської губернії, тепер Голопристанського району Херсонської області — ?) — український радянський партійний діяч, 2-й секретар Херсонського обкому КПУ. Депутат Верховної Ради УРСР 8-го скликання. Член Ревізійної комісії КПУ в 1971—1976 р.

## Біографія
Народився у родині селянина-бідняка. У 1934 році закінчив сім класів сільської школи і почав працювати учнем в автогаражі радгоспу імені Комінтерну Голопристанського району.
У 1935—1939 роках — студент Одеського автомобільного технікуму. У 1939—1940 роках — технік-конструктор одного із підприємств міста Хабаровська.
У 1940—1946 роках — у Червоній армії. Учасник Другої світової війни.
Член ВКП(б) з 1943 року.
У 1946—1950 роках — заступник директора, а у 1950—1952 роках — директор Херсонського обласного автонавчального комбінату.
У 1952—1963 роках — у апараті Херсонського обласного комітету КПУ: інструктор, заступник завідувача і завідувач промислово-транспортного відділу обкому. У 1958 році закінчив заочно Ленінградський Північно-західний політехнічний інститут.
У січні 1963 — грудні 1964 року — 2-й секретар Херсонського промислового обласного комітету КПУ.
У грудні 1964—1966 роках — завідувач промислово-транспортного відділу Херсонського обласного комітету КПУ.
У листопаді 1966 — 20 листопада 1970 року — секретар Херсонського обласного комітету КПУ. 
20 листопада 1970 — 29 березня 1975 року — 2-й секретар Херсонського обласного комітету КПУ. 
З березня 1975 року — заступник голови виконавчого комітету Херсонської обласної ради депутатів трудящих.
Потім — на пенсії.

## Нагороди
- орден «Знак Пошани»
- ордени
- медалі